# SMS Kaiserin und Königin Maria Theresia (1895)
El SMS Kaiserin und Königin Maria Theresia fue el primer crucero acorazado construido en Trieste para la Imperial y Real Armada austrohúngara. El buque navegó bajo bandera austro-húngara desde su alistamiento en 1895 hasta su baja del servicio activo en 1917.
Su nombre, en alemán, se traduce como Emperatriz y Reina María Teresa, refiriéndose a María Teresa I de Austria.

## Diseño y construcción

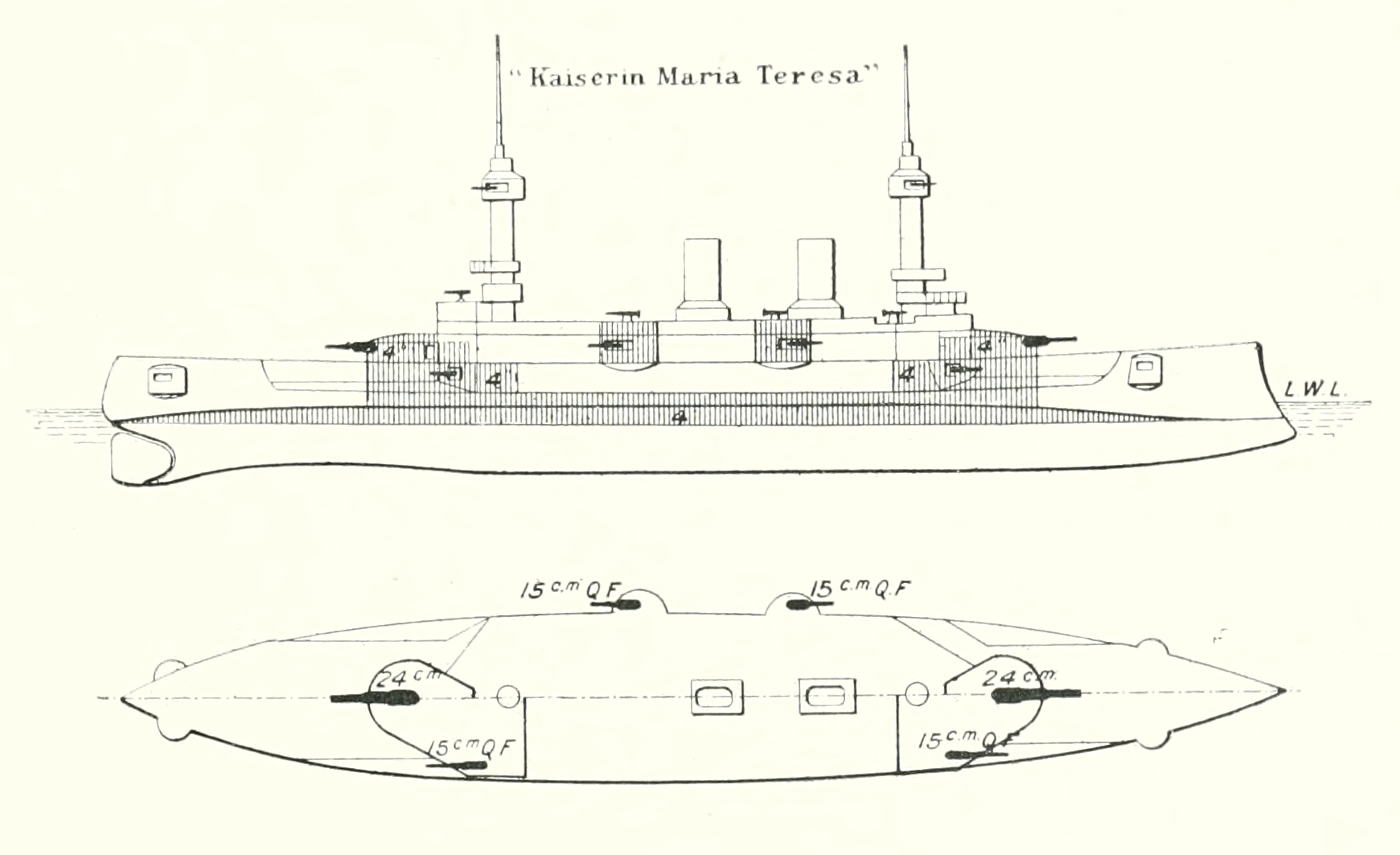
Boceto del crucero blindado austrohúngaro Kaiserin und Königin Maria Theresia (1902).

En su concepción, los ingenieros navales se inspiraron en los cruceros protegidos de la Clase Kaiser Franz Joseph I construidos anteriormente. De hecho, este buque es el tercer buque de esa clase (nombrado "C"), pero con sus características modificadas para la creación de un buque más potente.
La Clase Kaiser Franz Joseph I ya era obsoleta incluso en su periodo de planificación, por lo que se incorporaron significativos cambios en los planos del tercer buque. Su desplazamiento se aumentó unas 1000 toneladas, y le fueron añadidos un sistema de propulsión más potente y una artillería mejorada.
El buque era un crucero acorazado con mástiles tubulares, un diseño basado en el crucero acorazado francés Dupuy de Lôme. Como Austria-Hungría no tenía capacidad de manufactura para proveerse de armamento de gran calibre, los cañones de la artillería principal tuvieron que adquirirse a la firma Krupp, en Essen (Alemania). Estos cañones pesados ya no eran operados hidráulicamente sino eléctricamente, permitiendo una reducción del peso total del buque.
La mayoría de buques de la marina austro-húngara en este periodo fueron construidos en Reino Unido - cinco astilleros británicos compitieron por el contrato - pero el contrato fue firmado con los astilleros Stabilimento Técnico Triestino de San Rocco, en Trieste (Italia).
La quilla fue puesta en grada el 1 de julio de 1891, tras lo que se inició su construcción el 29 de julio de 1891.
El Kaiserin und Königin Maria Theresia fue botado el 29 de abril de 1893, y alistado el 24 de marzo de 1895.
La construcción del SMS Maria Theresia costó 7.5 millones de coronas (kronen), un 25 % más del coste de los existentes cruceros de la Clase Kaiser Franz Joseph I, en los que se basó el diseño de este.
El Kaiserin und Königin Maria Theresia procuró ocuparse de las tareas típicas de un crucero acorazado; protección de la flota de batalla y patrullas de exploración.

## Renovación
El crucero fue renovado en 1910, esto le permitió continuar su andadura como buque escuela. Sus dos pesados mástiles tubulares fueron reemplazados por mástiles de batalla y las dos piezas de la artillería principal de manufactura Krupp fueron reemplazadas por cañones Skoda de 190 mm. Los cañones colocados en las casamatas fueron recolocados en las cuatro esquinas de la cubierta superior y cambiados por piezas del mismo calibre pero de tiro rápido.
En cuanto al blindaje, solo se modificó el de las barbetas de las torres principales, que pasó a ser de 125 mm en lugar de 100.

## Historia operacional
En 1895, el Kaiserin und Königin Maria Theresia inauguró la apertura del Canal de Kiel; al año siguiente, realizó una primera campaña en Oriente Medio.
En 1897, participó en la Manifestación de la Flota Internacional a lo largo de la isla de Creta.
En 1898, efectúa una misión en el Mar Caribe durante la Guerra hispano-americana.
Entre 1900 y 1902, formó parte de la flota internacional, en las costas de China, durante el Levantamiento de los bóxers.
Tras su renovación de 1910, entre 1911 y 1913, realizó numerosos viajes a países extranjeros, además de procurar la presencia asutro-húngara en los mares de Oriente.

### Primera Guerra Mundial
Siendo su concepción la de un buque obsoleto al inicio de la Primera Guerra Mundial, no participó en ningún combate en la misma, siendo relegado a buque de apoyo con base en Šibenik, en la actual Croacia.
El 7 de febrero de 1917, es desarmado en el puerto de Pola, hoy Pula en la actual Croacia. Su armamento es instalado para la defensa del puerto y el crucero pasa a servir de navío-caserna (cuartel) para la flotilla de submarinos alemanes en el Mediterráneo.
En octubre de 1918, el SMS Kaiserin und Königin Maria Theresia no es más que un pontón dentro del puerto de Pola.

## Destino
En enero de 1920, es entregado a la delegación naval de los aliados como compensación por daños de guerra. Es vendido a la acería italiana Vaccaro & Co, remolcado a Portoferraio, en la isla de Elba y desguazado.